# 克洛科夫角
克洛科夫角（俄语：Мыс Клокова）或东幌内保岬（日语：／）是萨哈林岛中南部东海岸的海角，属萨哈林州马卡罗夫区；东临鄂霍次克海，向南15公里是达利林普利角，向北58公里有索伊莫诺夫角，附近有克洛科夫斯基瀑布，铁路和 64H-1 公路经过附近。